# Liste des monuments historiques du Finistère (P-Z)
Cet article recense une partie des monuments historiques du Finistère, en France.
- Haut – A
- B
- C
- D
- E
- F
- G
- H
- I
- J
- K
- L
- M
- N
- O
- P
- Q
- R
- S
- T
- U
- V
- W
- X
- Y
- Z

## Liste
Pour des raisons de taille, la liste est découpée en deux. Cette partie regroupe les communes débutant de P à Z. Pour les autres, voir la Liste des monuments historiques du Finistère (A-O).

### P
| Monument                                                              | Commune                   | Adresse                                           | Coordonnées                                       | Notice                                            | Protection                                        | Date                                              | Illustration                                                 |
| --------------------------------------------------------------------- | ------------------------- | ------------------------------------------------- | ------------------------------------------------- | ------------------------------------------------- | ------------------------------------------------- | ------------------------------------------------- | ------------------------------------------------------------ |
| Château de Chef-du-Bois                                               | Pencran                   |                                                   | 48° 26′ 18″ nord, 4° 14′ 20″ ouest                | « PA00090491 »                                    | Inscrit                                           | 1992                                              | Château de Chef-du-Bois                                      |
| Église Notre-Dame de Pencran                                          | Pencran                   | Place de l'Église                                 | 48° 26′ 12″ nord, 4° 14′ 07″ ouest                | « PA00090147 »                                    | Classé                                            | 1990                                              | Église Notre-Dame de Pencran                                 |
| Manoir de Kermadec                                                    | Pencran                   |                                                   | 48° 26′ 38″ nord, 4° 13′ 22″ ouest                | « PA00090493 »                                    | Inscrit                                           | 1992                                              | Manoir de Kermadec                                           |
|                                                                       | Penmarc'h                 | Voir Liste des monuments historiques de Penmarc'h | Voir Liste des monuments historiques de Penmarc'h | Voir Liste des monuments historiques de Penmarc'h | Voir Liste des monuments historiques de Penmarc'h | Voir Liste des monuments historiques de Penmarc'h | Voir Liste des monuments historiques de Penmarc'h            |
| Chapelle Saint-Joseph de Peumerit                                     | Peumerit                  |                                                   | 47° 56′ 50″ nord, 4° 16′ 41″ ouest                | « PA00090160 »                                    | Inscrit                                           | 1984                                              | Chapelle Saint-Joseph de Peumerit                            |
| Dolmen de Penquélennec                                                | Peumerit                  |                                                   | 47° 56′ 58″ nord, 4° 18′ 46″ ouest                | « PA00090161 »                                    | Classé                                            | 1922                                              | Image manquante Téléverser                                   |
| Manoir de Lesmadec                                                    | Peumerit                  |                                                   | 47° 56′ 46″ nord, 4° 18′ 19″ ouest                | « PA00090162 »                                    | Inscrit                                           | 1968                                              | Image manquante Téléverser                                   |
| Manoir de Penquélennec                                                | Peumerit                  |                                                   | 47° 57′ 05″ nord, 4° 18′ 59″ ouest                | « PA00090163 »                                    | Inscrit                                           | 1932                                              | Image manquante Téléverser                                   |
| Motte féodale et camp de Lesquellen                                   | Plabennec                 |                                                   | 48° 29′ 03″ nord, 4° 23′ 15″ ouest                | « PA00090164 »                                    | Classé                                            | 1978                                              | Motte féodale et camp de Lesquellen                          |
| Dolmen                                                                | Pleuven                   | Creach Queta                                      | 47° 55′ 53″ nord, 4° 02′ 57″ ouest                | « PA00090165 »                                    | Classé                                            | 1968                                              | Image manquante Téléverser                                   |
| Enclos paroissial de Pleyben                                          | Pleyben                   | Place Charles-de-Gaulle                           | 48° 13′ 38″ nord, 3° 58′ 11″ ouest                | « PA00090166 »                                    | Classé                                            | 1846                                              | Enclos paroissial de Pleyben                                 |
| Château de Lesquiffiou                                                | Pleyber-Christ            |                                                   | 48° 32′ 39″ nord, 3° 50′ 25″ ouest                | « PA00090167 »                                    | Inscrit                                           | 1992                                              | Château de Lesquiffiou                                       |
| Église Saint-Pierre de Pleyber-Christ                                 | Pleyber-Christ            | Place de l'Église                                 | 48° 30′ 19″ nord, 3° 52′ 26″ ouest                | « PA00090168 »                                    | Classé                                            | 1914                                              | Église Saint-Pierre de Pleyber-Christ                        |
| Dolmen de Menez Goarem ar Feunteun                                    | Plobannalec-Lesconil      | rue Jules-Ferry, Lesconil                         | 47° 48′ 06″ nord, 4° 13′ 01″ ouest                | « PA00090169 »                                    | Classé                                            | 1921                                              | Dolmen de Menez Goarem ar Feunteun                           |
| Dolmen de Kervignon                                                   | Plobannalec-Lesconil      | Pont Plat                                         | 47° 48′ 40″ nord, 4° 13′ 47″ ouest                | « PA00090170 »                                    | Classé                                            | 1922                                              | Dolmen de Kervignon                                          |
| Dolmens de Kervadol                                                   | Plobannalec-Lesconil      |                                                   | 47° 48′ 48″ nord, 4° 13′ 47″ ouest                | « PA00090171 »                                    | Classé                                            | 1922                                              | Dolmens de Kervadol                                          |
| Manoir de Kerhoas                                                     | Plobannalec-Lesconil      |                                                   | 47° 48′ 54″ nord, 4° 13′ 03″ ouest                | « PA00090490 »                                    | Inscrit                                           | 1992                                              | Manoir de Kerhoas                                            |
| Menhir de Kerdalaë-Lesconil                                           | Plobannalec-Lesconil      | Kerloc'h                                          | 47° 48′ 00″ nord, 4° 13′ 29″ ouest                | « PA00090172 »                                    | Classé                                            | 1932                                              | Menhir de Kerdalaë-Lesconil                                  |
| Vestignes du Cairn de Quelarn                                         | Plobannalec-Lesconil      |                                                   | 47° 29′ 06″ nord, 4° 09′ 03″ ouest                | « PA00090173 »                                    | Classé                                            | 1920                                              | Vestignes du Cairn de Quelarn                                |
| Dolmen de Tronval                                                     | Plobannalec-Lesconil      |                                                   | 47° 48′ 50″ nord, 4° 14′ 53″ ouest                | « PA00090173 »                                    | Classé                                            | 1921                                              | Dolmen de Tronval                                            |
| Calvaire du cimetière de Ploéven                                      | Ploéven                   | Rue des Camélias                                  | 48° 09′ 21″ nord, 4° 14′ 00″ ouest                | « PA00090174 »                                    | Inscrit                                           | 1926                                              | Calvaire du cimetière de Ploéven                             |
| Église Saint-Méen de Ploéven                                          | Ploéven                   | Place de la Mairie                                | 48° 31′ 49″ nord, 4° 27′ 05″ ouest                | « PA00090175 »                                    | Inscrit                                           | 1926                                              | Église Saint-Méen de Ploéven                                 |
| Quenouille de Sainte-Barbe                                            | Ploéven                   | Route de Cast (VC3) route de Goloper              | 48° 09′ 20″ nord, 4° 10′ 34″ ouest                | « PA00090176 »                                    | Classé                                            | 1966                                              | Quenouille de Sainte-Barbe                                   |
| Chapelle Saint-Germain de Plogastel-Saint-Germain                     | Plogastel-Saint-Germain   |                                                   | 47° 58′ 03″ nord, 4° 14′ 54″ ouest                | « PA00090177 »                                    | Classé                                            | 1914                                              | Chapelle Saint-Germain de Plogastel-Saint-Germain            |
| Château du Hilguy                                                     | Plogastel-Saint-Germain   |                                                   | 47° 58′ 55″ nord, 4° 15′ 17″ ouest                | « PA00090178 »                                    | Inscrit                                           | 1926                                              | Château du Hilguy                                            |
| Phare de la Vieille                                                   | Plogoff                   |                                                   | 48° 02′ 26″ nord, 4° 45′ 23″ ouest                | « PA29000080 »                                    | Inscrit                                           | 2015,                                             | Phare de la Vieille                                          |
| Chapelle Saint-Pierre de Plogonnec                                    | Plogonnec                 |                                                   | 48° 04′ 45″ nord, 4° 13′ 28″ ouest                | « PA00090179 »                                    | Classé                                            | 1963                                              | Chapelle Saint-Pierre de Plogonnec                           |
| Chapelle de Saint-Théleau                                             | Plogonnec                 |                                                   | 48° 05′ 35″ nord, 4° 10′ 27″ ouest                | « PA00090180 »                                    | Classé                                            | 1914                                              | Chapelle de Saint-Théleau                                    |
| Église Saint-Thurien de Plogonnec                                     | Plogonnec                 |                                                   | 48° 04′ 41″ nord, 4° 11′ 31″ ouest                | « PA00090181 »                                    | Classé                                            | 1922                                              | Église Saint-Thurien de Plogonnec                            |
| Stèle protohistorique                                                 | Plogonnec                 |                                                   | 48° 03′ 37″ nord, 4° 10′ 33″ ouest                | « PA00090182 »                                    | Inscrit                                           | 1972                                              | Image manquante Téléverser                                   |
| Tumulus                                                               | Plogonnec                 |                                                   | 48° 04′ 21″ nord, 4° 10′ 45″ ouest                | « PA00090184 »                                    | Inscrit                                           | 1972                                              | Image manquante Téléverser                                   |
| Tumulus de Kernescop                                                  | Plogonnec                 | Kernescop                                         | 48° 04′ 27″ nord, 4° 13′ 47″ ouest                | « PA00090183 »                                    | Classé                                            | 1971                                              | Image manquante Téléverser                                   |
| Château du Pérennou                                                   | Plomelin                  | Le Pérennou                                       | 47° 54′ 49″ nord, 4° 09′ 08″ ouest                | « PA29000101 »                                    | Inscrit                                           | 2017                                              | Château du Pérennou                                          |
| Menhirs de Tingoff                                                    | Plomelin                  | Hent Sant-Philibert                               | 47° 56′ 19″ nord, 4° 09′ 03″ ouest                | « PA00090185 »                                    | Classé                                            | 1978                                              | Menhirs de Tingoff                                           |
| Site antique du Pérennou                                              | Plomelin                  | Le Pérennou                                       | 47° 55′ 00″ nord, 4° 08′ 56″ ouest                | « PA29000108 »                                    | Inscrit                                           | 2020                                              | Site antique du Pérennou                                     |
| Allée couverte de Kerugon                                             | Plomeur                   | Kerugou                                           | 47° 50′ 46″ nord, 4° 18′ 34″ ouest                | « PA00090186 »                                    | Classé                                            | 1922                                              | Allée couverte de Kerugon                                    |
| Ar-Groez-Veur                                                         | Plomeur                   |                                                   | 47° 51′ 00″ nord, 4° 18′ 22″ ouest                | « PA00090191 »                                    | Classé                                            | 1924                                              | Image manquante Téléverser                                   |
| Chapelle Notre-Dame de Tréminou                                       | Plomeur                   |                                                   | 47° 51′ 46″ nord, 4° 15′ 17″ ouest                | « PA00090187 »                                    | Inscrit                                           | 1926                                              | Chapelle Notre-Dame de Tréminou                              |
| Dolmen de Lestrigniou                                                 | Plomeur                   | Lestriguiou                                       | 47° 49′ 31″ nord, 4° 18′ 39″ ouest                | « PA00090188 »                                    | Classé                                            | 1927                                              | Dolmen de Lestrigniou                                        |
| Dolmen de Penker-Ar-Bloaz                                             | Plomeur                   |                                                   | 47° 49′ 10″ nord, 4° 17′ 39″ ouest                | « PA00090189 »                                    | Classé                                            | 1924                                              | Dolmen de Penker-Ar-Bloaz                                    |
| Dolmen de la pointe de la Torche                                      | Plomeur                   |                                                   | 47° 50′ 14″ nord, 4° 21′ 12″ ouest                | « PA00090190 »                                    | Classé                                            | 1960                                              | Dolmen de la pointe de la Torche                             |
| Menhir de Lanvenael                                                   | Plomeur                   | Lanvenael                                         | 47° 50′ 58″ nord, 4° 19′ 04″ ouest                | « PA00090192 »                                    | Classé                                            | 1923                                              | Menhir de Lanvenael                                          |
| Menhirs                                                               | Plomeur                   | Kerharo Vian                                      | 47° 50′ 42″ nord, 4° 20′ 02″ ouest                | « PA00090193 »                                    | Inscrit                                           | 1983                                              | Menhirs                                                      |
| Alignement de Kerfland                                                | Plomeur                   |                                                   | 47° 49′ 35″ nord, 4° 16′ 31″ ouest                | « PA00090194 »                                    | Classé                                            | 1923                                              | Alignement de Kerfland                                       |
| Tertre de la ferme de Saint-Urnel                                     | Plomeur                   | Saint Saturnin                                    | 47° 50′ 58″ nord, 4° 19′ 54″ ouest                | « PA00090195 »                                    | Classé                                            | 1929                                              | Image manquante Téléverser                                   |
| Chapelle Sainte-Marie-du-Ménez-Hom                                    | Plomodiern                |                                                   | 48° 12′ 10″ nord, 4° 14′ 05″ ouest                | « PA00090196 »                                    | Classé                                            | 1916                                              | Chapelle Sainte-Marie-du-Ménez-Hom                           |
| Église Saint-Mahouarn de Plomodiern                                   | Plomodiern                | Place de l'Église                                 | 48° 10′ 53″ nord, 4° 13′ 59″ ouest                | « PA00090197 »                                    | Inscrit                                           | 1932                                              | Église Saint-Mahouarn de Plomodiern                          |
| Chapelle Notre-Dame de Languivoa                                      | Plonéour-Lanvern          |                                                   | 47° 54′ 36″ nord, 4° 15′ 43″ ouest                | « PA00090199 »                                    | Inscrit                                           | 1926                                              | Chapelle Notre-Dame de Languivoa                             |
| Chapelle Saint-Philibert de Plonéour-Lanvern                          | Plonéour-Lanvern          |                                                   | 47° 55′ 14″ nord, 4° 15′ 43″ ouest                | « PA00090198 »                                    | Inscrit                                           | 1926                                              | Chapelle Saint-Philibert de Plonéour-Lanvern                 |
| Manoir de Trévilit                                                    | Plonéour-Lanvern          |                                                   | 47° 52′ 52″ nord, 4° 16′ 14″ ouest                | « PA00090200 »                                    | Inscrit                                           | 1977                                              | Manoir de Trévilit                                           |
| Stèle gauloise                                                        | Plonéour-Lanvern          | Place du Bourg Place de la République             | 47° 54′ 12″ nord, 4° 16′ 59″ ouest                | « PA00090201 »                                    | Classé                                            | 1924                                              | Stèle gauloise                                               |
| Chapelle Saint-Herbot de Saint-Herbot                                 | Plonévez-du-Faou          |                                                   | 48° 19′ 39″ nord, 3° 48′ 33″ ouest                | « PA00090202 »                                    | Classé                                            | 1902                                              | Chapelle Saint-Herbot de Saint-Herbot                        |
| Manoir de Keryar                                                      | Plonévez-Porzay           |                                                   | 48° 07′ 12″ nord, 4° 15′ 02″ ouest                | « PA00090203 »                                    | Inscrit                                           | 1988                                              | Image manquante Téléverser                                   |
| Manoir de Moëllien                                                    | Plonévez-Porzay           |                                                   | 48° 06′ 44″ nord, 4° 14′ 01″ ouest                | « PA00090204 »                                    | Inscrit                                           | 1931                                              | Image manquante Téléverser                                   |
| Chapelle-ossuaire Saint-Yves de Plouarzel                             | Plouarzel                 |                                                   | 48° 26′ 02″ nord, 4° 43′ 51″ ouest                | « PA00090205 »                                    | Inscrit                                           | 1928                                              | Chapelle-ossuaire Saint-Yves de Plouarzel                    |
| Château de Kervéatoux                                                 | Plouarzel                 |                                                   | 48° 26′ 01″ nord, 4° 39′ 37″ ouest                | « PA29000057 »                                    | Inscrit                                           | 2007                                              | Château de Kervéatoux                                        |
| Menhir de Kerloas                                                     | Plouarzel                 |                                                   | 48° 25′ 36″ nord, 4° 40′ 46″ ouest                | « PA00090206 »                                    | Classé                                            | 1883                                              | Menhir de Kerloas                                            |
| Dolmen du Guilliguy, Menhir du Guilliguy                              | Ploudalmézeau             |                                                   | 48° 33′ 15″ nord, 4° 42′ 13″ ouest                | « PA00090207 »                                    | Classé                                            | 1921                                              | Dolmen du Guilliguy, Menhir du Guilliguy                     |
| Cairn de l'île Carn                                                   | Ploudalmézeau             | Île Carn                                          | 48° 34′ 30″ nord, 4° 41′ 33″ ouest                | « PA00090208 »                                    | Classé                                            | 1955                                              | Cairn de l'île Carn                                          |
| Chapelle Saint-Éloy de Ploudaniel                                     | Ploudaniel                |                                                   | 48° 28′ 47″ nord, 4° 17′ 19″ ouest                | « PA00090209 »                                    | Inscrit                                           | 1932                                              | Chapelle Saint-Éloy de Ploudaniel                            |
| Manoir de Trébodennic                                                 | Ploudaniel                |                                                   | 48° 32′ 08″ nord, 4° 18′ 29″ ouest                | « PA00090210 »                                    | Inscrit                                           | 1932                                              | Manoir de Trébodennic                                        |
| Pierre cultuelle gauloise                                             | Ploudaniel                | calvaire de Mezki                                 | 48° 31′ 05″ nord, 4° 19′ 40″ ouest                | « PA00090211 »                                    | Classé                                            | 1950                                              | Pierre cultuelle gauloise                                    |
| Vieux moulin de Kerno                                                 | Ploudaniel                | Kerno                                             | 48° 33′ 11″ nord, 4° 19′ 27″ ouest                | « PA00090212 »                                    | Inscrit                                           | 1968                                              | Image manquante Téléverser                                   |
| Église Saint-Pierre de Ploudiry                                       | Ploudiry                  |                                                   | 48° 27′ 11″ nord, 4° 08′ 32″ ouest                | « PA00090213 »                                    | Classé Inscrit                                    | 1916 1997                                         | Église Saint-Pierre de Ploudiry                              |
| Église Saint-Edern de Plouédern                                       | Plouédern                 | Place de la Mairie                                | 48° 29′ 02″ nord, 4° 14′ 45″ ouest                | « PA00090214 »                                    | Inscrit                                           | 1926                                              | Église Saint-Edern de Plouédern                              |
| Église Saint-Agapit de Plouégat-Guérand                               | Plouégat-Guérand          |                                                   | 48° 37′ 14″ nord, 3° 40′ 28″ ouest                | « PA29000066 »                                    | Classé                                            | 2010                                              | Église Saint-Agapit de Plouégat-Guérand                      |
| Tumulus                                                               | Plouégat-Guérand          |                                                   | 48° 36′ 41″ nord, 3° 40′ 07″ ouest                | « PA00090224 »                                    | Classé                                            | 1977                                              | Tumulus                                                      |
| Calvaire de Croas Ar Rest                                             | Plouénan                  |                                                   | 48° 37′ 48″ nord, 4° 01′ 22″ ouest                | « PA29000017 »                                    | Inscrit                                           | 1997                                              | Calvaire de Croas Ar Rest                                    |
| Allée couverte de Guinirvit                                           | Plouescat                 |                                                   | 48° 39′ 25″ nord, 4° 12′ 58″ ouest                | « PA00090215 »                                    | Classé                                            | 1960                                              | Allée couverte de Guinirvit                                  |
| Calvaire-autel de Kergoal                                             | Plouescat                 |                                                   | 48° 38′ 57″ nord, 4° 09′ 24″ ouest                | « PA00090216 »                                    | Inscrit                                           | 1972                                              | Calvaire-autel de Kergoal                                    |
| Dolmen de Creach-ar-Vren                                              | Plouescat                 |                                                   | 48° 39′ 25″ nord, 4° 09′ 27″ ouest                | « PA00090217 »                                    | Classé                                            | 1909                                              | Dolmen de Creach-ar-Vren                                     |
| Halles de Plouescat                                                   | Plouescat                 |                                                   | 48° 39′ 29″ nord, 4° 10′ 27″ ouest                | « PA00090218 »                                    | Classé                                            | 1915                                              | Halles de Plouescat                                          |
| Menhir                                                                | Plouescat                 |                                                   | 48° 41′ 10″ nord, 4° 11′ 01″ ouest                | « PA00090219 »                                    | Classé                                            | 1909                                              | Image manquante Téléverser                                   |
| Menhir de Cam Louis                                                   | Plouescat                 |                                                   | 48° 41′ 10″ nord, 4° 11′ 01″ ouest                | « PA00090220 »                                    | Classé                                            | 1909                                              | Menhir de Cam Louis                                          |
| Menhir de Couinandré                                                  | Plouescat                 |                                                   | 48° 39′ 27″ nord, 4° 09′ 32″ ouest                | « PA00090221 »                                    | Classé                                            | 1970                                              | Menhir de Couinandré                                         |
| Menhir d'Irvit                                                        | Plouescat                 |                                                   | 48° 40′ 45″ nord, 4° 09′ 53″ ouest                | « PA00090222 »                                    | Classé                                            | 1921                                              | Menhir d'Irvit                                               |
| Substructions gallo-romaines de Gorré-Bloué Izella                    | Plouescat                 |                                                   | 48° 39′ 15″ nord, 4° 09′ 37″ ouest                | « PA00090223 »                                    | Classé                                            | 1914                                              | Substructions gallo-romaines de Gorré-Bloué Izella           |
| Cairn de Barnenez                                                     | Plouezoc'h                |                                                   | 48° 40′ 03″ nord, 3° 51′ 31″ ouest                | « PA00090230 »                                    | Classé                                            | 1956                                              | Cairn de Barnenez                                            |
| Chapelle Saint-Antoine de Plouezoc'h                                  | Plouezoc'h                | Route de Saint-Antoine                            | 48° 38′ 11″ nord, 3° 48′ 37″ ouest                | « PA00090225 »                                    | Inscrit                                           | 1933                                              | Chapelle Saint-Antoine de Plouezoc'h                         |
| Château du Taureau                                                    | Plouezoc'h                |                                                   | 48° 40′ 33″ nord, 3° 53′ 03″ ouest                | « PA00090226 »                                    | Classé                                            | 1914                                              | Château du Taureau                                           |
| Croix hosannière de Plouezoc'h                                        | Plouezoc'h                |                                                   | 48° 38′ 21″ nord, 3° 49′ 16″ ouest                | « PA00090227 »                                    | Inscrit                                           | 1928                                              | Croix hosannière de Plouezoc'h                               |
| Église Saint-Étienne de Plouezoc'h                                    | Plouezoc'h                |                                                   | 48° 38′ 21″ nord, 3° 49′ 16″ ouest                | « PA00090229 »                                    | Classé                                            | 1914                                              | Église Saint-Étienne de Plouezoc'h                           |
| Moulin à marée de Melin Vor                                           | Plouezoc'h                | Le Dourduff en Terre                              | 48° 37′ 45″ nord, 3° 48′ 40″ ouest                | « PA00090228 »                                    | Inscrit                                           | 1988                                              | Moulin à marée de Melin Vor                                  |
| Chapelle                                                              | Plougasnou                |                                                   | 48° 41′ 52″ nord, 3° 47′ 23″ ouest                | « PA00090231 »                                    | Classé Inscrit                                    | 1914 1971                                         | Chapelle                                                     |
| Église Saint-Pierre de Plougasnou                                     | Plougasnou                |                                                   | 48° 41′ 46″ nord, 3° 47′ 31″ ouest                | « PA00090232 »                                    | Classé Inscrit                                    | 1914 1971                                         | Église Saint-Pierre de Plougasnou                            |
| Lec'h de Kermenhir                                                    | Plougasnou                |                                                   | 48° 42′ 10″ nord, 3° 48′ 15″ ouest                | « PA00090233 »                                    | Inscrit                                           | 1956                                              | Lec'h de Kermenhir                                           |
| Lec'h de Kermouster                                                   | Plougasnou                | Route de Trobriant                                | 48° 38′ 50″ nord, 3° 48′ 19″ ouest                | « PA00090234 »                                    | Inscrit                                           | 1956                                              | Image manquante Téléverser                                   |
| Manoir du Cosquer                                                     | Plougasnou                |                                                   | 48° 40′ 56″ nord, 3° 50′ 39″ ouest                | « PA00090235 »                                    | Inscrit                                           | 1975                                              | Image manquante Téléverser                                   |
| Manoir de Tromelin                                                    | Plougasnou                |                                                   | 48° 41′ 57″ nord, 3° 49′ 09″ ouest                | « PA00090236 »                                    | Inscrit                                           | 1971                                              | Manoir de Tromelin                                           |
| Menhir de Traon-Bihan                                                 | Plougasnou                | Chemin de Traon Bian                              | 48° 41′ 46″ nord, 3° 48′ 56″ ouest                | « PA00090237 »                                    | Inscrit                                           | 1956                                              | Image manquante Téléverser                                   |
| Oratoire de Plougasnou                                                | Plougasnou                |                                                   | 48° 41′ 45″ nord, 3° 47′ 08″ ouest                | « PA00090238 »                                    | Classé                                            | 1910                                              | Oratoire de Plougasnou                                       |
| Calvaire de Plougastel-Daoulas                                        | Plougastel-Daoulas        |                                                   | 48° 22′ 26″ nord, 4° 22′ 12″ ouest                | « PA00090241 »                                    | Classé                                            | 1889                                              | Calvaire de Plougastel-Daoulas                               |
| Chapelle Saint-Guénolé de Plougastel-Daoulas                          | Plougastel-Daoulas        |                                                   | 48° 20′ 22″ nord, 4° 23′ 30″ ouest                | « PA00090239 »                                    | Inscrit                                           | 1932                                              | Chapelle Saint-Guénolé de Plougastel-Daoulas                 |
| Chapelle Saint-Jean de Plougastel-Daoulas                             | Plougastel-Daoulas        |                                                   | 48° 24′ 08″ nord, 4° 21′ 07″ ouest                | « PA00090240 »                                    | Inscrit                                           | 1932                                              | Chapelle Saint-Jean de Plougastel-Daoulas                    |
| Abbaye Saint-Mathieu de Fine-Terre                                    | Plougonvelin              |                                                   | 48° 19′ 48″ nord, 4° 46′ 17″ ouest                | « PA00090242 »                                    | Classé                                            | 1875                                              | Abbaye Saint-Mathieu de Fine-Terre                           |
| Mémorial des marins morts pour la France                              | Plougonvelin              | Pointe Saint-Mathieu                              | 48° 19′ 50″ nord, 4° 46′ 24″ ouest                | « PA29000095 »                                    | Inscrit                                           | 2015,                                             | Mémorial des marins morts pour la France                     |
| Phare de Saint-Mathieu                                                | Plougonvelin              |                                                   | 48° 19′ 47″ nord, 4° 46′ 15″ ouest                | « PA29000050 »                                    | Inscrit Classé                                    | 2005 2011                                         | Phare de Saint-Mathieu                                       |
| Enclos paroissial de Plougonven                                       | Plougonven                |                                                   | 48° 31′ 18″ nord, 3° 42′ 44″ ouest                | « PA00090243 »                                    | Classé                                            | 1916                                              | Enclos paroissial de Plougonven                              |
| Manoir de Kerloaguen                                                  | Plougonven                |                                                   | 48° 30′ 52″ nord, 3° 44′ 06″ ouest                | « PA00090244 »                                    | Inscrit                                           | 1932                                              | Image manquante Téléverser                                   |
| Manoir de Mézedern                                                    | Plougonven                |                                                   | 48° 30′ 46″ nord, 3° 42′ 16″ ouest                | « PA00090487 »                                    | Classé                                            | 1992                                              | Manoir de Mézedern                                           |
| Cimetière de Plougoulm                                                | Plougoulm                 |                                                   | 48° 39′ 53″ nord, 4° 02′ 43″ ouest                | « PA00090245 »                                    | Inscrit                                           | 1970                                              | Cimetière de Plougoulm                                       |
| Kroaz-Méan                                                            | Plougoulm                 | Croaz Méan                                        | 48° 39′ 09″ nord, 4° 02′ 23″ ouest                | « PA00090246 »                                    | Inscrit                                           | 1972                                              | Kroaz-Méan                                                   |
| Moulin de Ramblouc'h                                                  | Plougoulm                 | Ramblouc'h                                        | 48° 39′ 01″ nord, 4° 02′ 49″ ouest                | « PA29000018 »                                    | Inscrit                                           | 1997                                              | Moulin de Ramblouc'h                                         |
| Croix de chemin de Lambader                                           | Plougourvest              |                                                   | 48° 34′ 28″ nord, 4° 02′ 45″ ouest                | « PA00090247 »                                    | Classé                                            | 1910                                              | Croix de chemin de Lambader                                  |
| Église Saint-Pierre de Plougourvest                                   | Plougourvest              |                                                   | 48° 33′ 14″ nord, 4° 05′ 06″ ouest                | « PA29000073 »                                    | inscrit                                           | 2012                                              | Église Saint-Pierre de Plougourvest                          |
| Chapelle Notre-Dame du Grouanec                                       | Plouguerneau              |                                                   | 48° 35′ 29″ nord, 4° 27′ 45″ ouest                | « PA00090248 »                                    | Inscrit                                           | 1926                                              | Chapelle Notre-Dame du Grouanec                              |
| Dolmen de Lilia                                                       | Plouguerneau              | Straed al Leac'h                                  | 48° 37′ 06″ nord, 4° 33′ 18″ ouest                | « PA00090249 »                                    | Classé                                            | 1959                                              | Dolmen de Lilia                                              |
| Phare de l'Île Vierge                                                 | Plouguerneau              |                                                   | 48° 38′ 20″ nord, 4° 34′ 01″ ouest                | « PA29000071 »                                    | Classé                                            | 2011                                              | Phare de l'Île Vierge                                        |
| Menhir de Kervignen-Bras                                              | Plouguin                  |                                                   | 48° 30′ 44″ nord, 4° 37′ 41″ ouest                | « PA00090250 »                                    | Classé                                            | 1979                                              | Menhir de Kervignen-Bras                                     |
| Menhir de Lannoulouarn                                                | Plouguin                  |                                                   | 48° 33′ 05″ nord, 4° 35′ 14″ ouest                | « PA00090251 »                                    | Classé                                            | 1961                                              | Menhir de Lannoulouarn                                       |
| Église Saint-Winoc de Plouhinec                                       | Plouhinec                 |                                                   | 48° 00′ 51″ nord, 4° 29′ 07″ ouest                | « PA00090252 »                                    | Inscrit                                           | 1932                                              | Église Saint-Winoc de Plouhinec                              |
| Nécropole mégalithique de la Pointe du Souc'h                         | Plouhinec                 | Route de la Corniche-Menez-Dregan                 | 47° 59′ 11″ nord, 4° 28′ 14″ ouest                | « PA00090253 »                                    | Classé                                            | 1979                                              | Nécropole mégalithique de la Pointe du Souc'h                |
| Stèle de Croas ar Peulven dite borne milliaire de Quillidien          | Plouigneau                | Croas ar Peulven                                  | 48° 34′ 17″ nord, 3° 40′ 51″ ouest                | « PA00090254 »                                    | Inscrit                                           | 1956                                              | Stèle de Croas ar Peulven dite borne milliaire de Quillidien |
| Menhir de Creac'h Edern                                               | Plouigneau                |                                                   | 48° 33′ 02″ nord, 3° 42′ 35″ ouest                | « PA00090255 »                                    | Inscrit                                           | 1955                                              | Menhir de Creac'h Edern                                      |
| Maison Quéré                                                          | Ploumoguer                | Goarem Poul ar Maout                              | 48° 23′ 07″ nord, 4° 45′ 48″ ouest                | « PA29000008 »                                    | Classé                                            | 2021                                              | Maison Quéré                                                 |
| Abbaye du Relec                                                       | Plounéour-Ménez           |                                                   | 48° 26′ 47″ nord, 3° 50′ 04″ ouest                | « PA00090257 »                                    | Classé                                            | 1914                                              | Abbaye du Relec                                              |
| Église Saint-Yves de Plounéour-Ménez                                  | Plounéour-Ménez           |                                                   | 48° 26′ 21″ nord, 3° 53′ 33″ ouest                | « PA00090256 »                                    | Classé                                            | 1914                                              | Église Saint-Yves de Plounéour-Ménez                         |
| Église Saint-Pierre de Plounéour-Trez                                 | Plounéour-Trez            |                                                   | 48° 39′ 02″ nord, 4° 19′ 05″ ouest                | « PA00090258 »                                    | Inscrit                                           | 1959                                              | Église Saint-Pierre de Plounéour-Trez                        |
| Menhir Sud de Pontusval                                               | Plounéour-Trez            |                                                   | 48° 39′ 20″ nord, 4° 19′ 31″ ouest                | « PA00090259 »                                    | Classé                                            | 1889                                              | Menhir Sud de Pontusval                                      |
| Manoir de Mézarnou                                                    | Plounéventer              |                                                   | 48° 30′ 40″ nord, 4° 13′ 09″ ouest                | « PA00090260 »                                    | Classé                                            | 2002                                              | Manoir de Mézarnou                                           |
| Motte castrale de Morizur                                             | Plounéventer              |                                                   | 48° 34′ 04″ nord, 4° 15′ 01″ ouest                | « PA29000009 »                                    | Inscrit                                           | 1996                                              | Image manquante Téléverser                                   |
| Pont gaulois dit de Sainte-Catherine                                  | Plounévézel               |                                                   | 48° 17′ 59″ nord, 3° 33′ 08″ ouest                | « PA00090261 »                                    | Classé                                            | 1964                                              | Pont gaulois dit de Sainte-Catherine                         |
| Calvaire de Menez-ar-Plour                                            | Plounévez-Lochrist        | D110                                              | 48° 38′ 19″ nord, 4° 13′ 26″ ouest                | « PA00090262 »                                    | Inscrit                                           | 1933                                              | Image manquante Téléverser                                   |
| Chapelle de Lochrist                                                  | Plounévez-Lochrist        |                                                   | 48° 37′ 49″ nord, 4° 14′ 11″ ouest                | « PA00090264 »                                    | Classé                                            | 1914                                              | Chapelle de Lochrist                                         |
| Château de Maillé                                                     | Plounévez-Lochrist        |                                                   | 48° 37′ 20″ nord, 4° 10′ 08″ ouest                | « PA00090263 »                                    | Classé Inscrit                                    | 1981 1990                                         | Château de Maillé                                            |
| Manoir de Kerenneur                                                   | Plourin                   | Kerenneur                                         | 48° 30′ 48″ nord, 4° 44′ 45″ ouest                | « PA00090267 »                                    | Inscrit                                           | 1977                                              | Manoir de Kerenneur                                          |
| Menhir de Kergadiou                                                   | Plourin                   |                                                   | 48° 29′ 37″ nord, 4° 43′ 30″ ouest                | « PA00090268 »                                    | Classé                                            | 1883                                              | Menhir de Kergadiou                                          |
| Tumulus de Rubrat Huella                                              | Plourin                   | Rubrat Huella                                     | 48° 30′ 32″ nord, 4° 40′ 42″ ouest                | « PA00090269 »                                    | Inscrit                                           | 1963                                              | Tumulus de Rubrat Huella                                     |
| Église Notre-Dame de Plourin-lès-Morlaix                              | Plourin-lès-Morlaix       |                                                   | 48° 32′ 09″ nord, 3° 47′ 23″ ouest                | « PA00090265 »                                    | Inscrit                                           | 1932                                              | Église Notre-Dame de Plourin-lès-Morlaix                     |
| Moulin de Coatanscour                                                 | Plourin-lès-Morlaix       |                                                   | 48° 29′ 36″ nord, 3° 46′ 26″ ouest                | « PA00090266 »                                    | Inscrit                                           | 8 février 2018                                    | Image manquante Téléverser                                   |
| Chapelle Saint-Jaoua de Plouvien                                      | Plouvien                  |                                                   | 48° 31′ 34″ nord, 4° 27′ 30″ ouest                | « PA00090270 »                                    | Classé                                            | 1939                                              | Chapelle Saint-Jaoua de Plouvien                             |
| Chapelle Saint-Jean-Balanant de Plouvien                              | Plouvien                  |                                                   | 48° 32′ 06″ nord, 4° 25′ 42″ ouest                | « PA00090271 »                                    | Classé                                            | 1913                                              | Chapelle Saint-Jean-Balanant de Plouvien                     |
| Château de Keruzoret                                                  | Plouvorn                  |                                                   | 48° 35′ 33″ nord, 4° 02′ 27″ ouest                | « PA29000058 »                                    | Inscrit                                           | 2007                                              | Château de Keruzoret                                         |
| Château de Troërin                                                    | Plouvorn                  |                                                   | 48° 34′ 26″ nord, 4° 02′ 19″ ouest                | « PA29000069 »                                    | Inscrit                                           | 2009                                              | Château de Troërin                                           |
| Église Notre-Dame de Lambader                                         | Plouvorn                  |                                                   | 48° 34′ 22″ nord, 4° 02′ 41″ ouest                | « PA00090272 »                                    | Classé                                            | 1840                                              | Église Notre-Dame de Lambader                                |
| Fort du Mengant                                                       | Plouzané                  |                                                   | 48° 20′ 50″ nord, 4° 35′ 16″ ouest                | « PA29000077 »                                    | Classé                                            | 2014                                              | Fort du Mengant                                              |
| Chapelle Notre-Dame-de-Berven                                         | Plouzévédé                |                                                   | 48° 36′ 19″ nord, 4° 06′ 49″ ouest                | « PA00090273 »                                    | Classé                                            | 1909                                              | Chapelle Notre-Dame-de-Berven                                |
| Calvaire de Créhen                                                    | Plovan                    | Créhen Route de Pont-Croix                        | 47° 57′ 00″ nord, 4° 21′ 14″ ouest                | « PA00090274 »                                    | Inscrit                                           | 1942                                              | Calvaire de Créhen                                           |
| Chapelle de Languidou                                                 | Plovan                    |                                                   | 47° 54′ 49″ nord, 4° 21′ 10″ ouest                | « PA00090275 »                                    | Classé                                            | 1908                                              | Chapelle de Languidou                                        |
| Dolmens de Reun                                                       | Plovan                    |                                                   | 47° 55′ 51″ nord, 4° 23′ 16″ ouest                | « PA00090276 »                                    | Inscrit                                           | 1967                                              | Image manquante Téléverser                                   |
| Église Saint-Gorgon de Plovan                                         | Plovan                    |                                                   | 47° 54′ 56″ nord, 4° 21′ 43″ ouest                | « PA00090277 »                                    | Classé                                            | 1915                                              | Église Saint-Gorgon de Plovan                                |
| Menhirs de Lespurit Ellen                                             | Plovan                    |                                                   | 47° 57′ 14″ nord, 4° 19′ 28″ ouest                | « PA00090278 »                                    | Classé                                            | 1923                                              | Menhirs de Lespurit Ellen                                    |
| Chapelle de la Trinité                                                | Plozévet                  |                                                   | 47° 59′ 38″ nord, 4° 25′ 38″ ouest                | « PA00090279 »                                    | Classé                                            | 1914                                              | Chapelle de la Trinité                                       |
| Église Saint-Demet de Plozévet                                        | Plozévet                  |                                                   | 47° 59′ 10″ nord, 4° 25′ 36″ ouest                | « PA00090280 »                                    | Inscrit                                           | 1951                                              | Église Saint-Demet de Plozévet                               |
| Menhir des Droits-de-l'Homme                                          | Plozévet                  |                                                   | 47° 57′ 48″ nord, 4° 25′ 24″ ouest                | « PA00090282 »                                    | Classé                                            | 1881                                              | Menhir des Droits-de-l'Homme                                 |
| Dolmen de Ménez-Liaven                                                | Pluguffan                 |                                                   | 47° 59′ 20″ nord, 4° 11′ 21″ ouest                | « PA00090283 »                                    | Classé                                            | 1922                                              | Dolmen de Ménez-Liaven                                       |
| Église Saint-Cuffan de Pluguffan                                      | Pluguffan                 |                                                   | 47° 58′ 50″ nord, 4° 10′ 45″ ouest                | « PA00090284 »                                    | Classé                                            | 1916                                              | Église Saint-Cuffan de Pluguffan                             |
| Manoir de Kerascoet                                                   | Pluguffan                 | Hent Maner Keraskoed                              | 47° 57′ 53″ nord, 4° 09′ 22″ ouest                | « PA00090486 »                                    | Inscrit                                           | 1991                                              | Image manquante Téléverser                                   |
| Manoir de Kériner                                                     | Pluguffan                 |                                                   | 47° 58′ 44″ nord, 4° 08′ 51″ ouest                | « PA00090285 »                                    | Inscrit                                           | 1964                                              | Image manquante Téléverser                                   |
| Château des barons du Pont                                            | Pont-l'Abbé               | Rue du château                                    | 47° 52′ 01″ nord, 4° 13′ 20″ ouest                | « PA00090298 »                                    | Inscrit                                           | 1926                                              | Château des barons du Pont                                   |
| Église Saint-Jacques de Lambour                                       | Pont-l'Abbé               | Rue de Lambour                                    | 47° 52′ 08″ nord, 4° 13′ 07″ ouest                | « PA00090296 »                                    | Classé                                            | 1896                                              | Église Saint-Jacques de Lambour                              |
| Église Notre-Dame-des-Carmes de Pont-l'Abbé                           | Pont-l'Abbé               | Place des Carmes                                  | 47° 52′ 00″ nord, 4° 13′ 09″ ouest                | « PA00090297 »                                    | Classé                                            | 1914                                              | Église Notre-Dame-des-Carmes de Pont-l'Abbé                  |
| Allée couverte de Moulin René                                         | Pont-Aven                 |                                                   | 47° 54′ 01″ nord, 3° 46′ 00″ ouest                | « PA00090286 »                                    | Inscrit                                           | 1981                                              | Image manquante Téléverser                                   |
| Calvaire de Nizon                                                     | Pont-Aven                 | Place de l'Église                                 | 47° 51′ 49″ nord, 3° 46′ 04″ ouest                | « PA00090287 »                                    | Classé                                            | 1942                                              | Calvaire de Nizon                                            |
| Chapelle Notre-Dame de Trémalo                                        | Pont-Aven                 |                                                   | 47° 51′ 40″ nord, 3° 45′ 02″ ouest                | « PA00090288 »                                    | Inscrit                                           | 1932                                              | Chapelle Notre-Dame de Trémalo                               |
| Domaine de Keranperchec                                               | Pont-Aven                 |                                                   | 47° 51′ 00″ nord, 3° 45′ 07″ ouest                | « PA00090293 »                                    | Inscrit                                           | 1930                                              | Image manquante Téléverser                                   |
| Château de Rustéphan                                                  | Pont-Aven                 |                                                   | 47° 51′ 31″ nord, 3° 46′ 01″ ouest                | « PA00090289 »                                    | Inscrit                                           | 1926                                              | Château de Rustéphan                                         |
| Allée couverte de Coat Luzuen                                         | Pont-Aven                 |                                                   | 47° 53′ 54″ nord, 3° 47′ 20″ ouest                | « PA00090290 »                                    | Classé                                            | 1951                                              | Allée couverte de Coat Luzuen                                |
| Église Saint-Amet de Nizon                                            | Pont-Aven                 |                                                   | 47° 51′ 50″ nord, 3° 46′ 04″ ouest                | « PA00090291 »                                    | Inscrit                                           | 1968                                              | Église Saint-Amet de Nizon                                   |
| Manoir de Lezaven                                                     | Pont-Aven                 | 37 rue des Abbés Tanguy                           | 47° 51′ 19″ nord, 3° 45′ 08″ ouest                | « PA00135269 »                                    | Inscrit                                           | 1995                                              | Image manquante Téléverser                                   |
| Grand menhir de Kerangosker                                           | Pont-Aven                 |                                                   | 47° 50′ 46″ nord, 3° 45′ 46″ ouest                | « PA00090292 »                                    | Classé                                            | 1971                                              | Grand menhir de Kerangosker                                  |
| Église Saint-Pierre de Quimerch                                       | Pont-de-Buis-lès-Quimerch |                                                   | 48° 17′ 47″ nord, 4° 04′ 13″ ouest                | « PA00090295 »                                    | Classé                                            | 1932                                              | Église Saint-Pierre de Quimerch                              |
| Église Notre-Dame de Roscudon                                         | Pont-Croix                | Place de l'Église                                 | 48° 02′ 28″ nord, 4° 29′ 21″ ouest                | « PA00090294 »                                    | Classé                                            | 1862                                              | Église Notre-Dame de Roscudon                                |
| Maison du Marquisat                                                   | Pont-Croix                | 6 rue de la Prison                                | 48° 02′ 28″ nord, 4° 29′ 17″ ouest                | « PA00125342 »                                    | Inscrit                                           | 1993                                              | Maison du Marquisat                                          |
| Alignement de Saint-Denec                                             | Porspoder                 | Saint-Denec                                       | 48° 29′ 51″ nord, 4° 45′ 03″ ouest                | « PA00090300 »                                    | Classé                                            | 1923                                              | Alignement de Saint-Denec                                    |
| Alignement de Traonigou                                               | Porspoder                 | route de Saint-Ourzal                             | 48° 29′ 30″ nord, 4° 45′ 31″ ouest                | « PA00090299 »                                    | Classé                                            | 1921                                              | Alignement de Traonigou                                      |
| Cromlech Pors-an-Toullou et Ar-Verret                                 | Porspoder                 | presqu'île Saint-Laurent                          | 48° 30′ 56″ nord, 4° 46′ 23″ ouest                | « PA00090301 »                                    | Classé                                            | 1923                                              | Cromlech Pors-an-Toullou et Ar-Verret                        |
| Dolmen de Beg-ar-Vir                                                  | Porspoder                 | presqu'île Saint-Laurent                          | 48° 31′ 08″ nord, 4° 46′ 32″ ouest                | « PA00090302 »                                    | Classé                                            | 1923                                              | Dolmen de Beg-ar-Vir                                         |
| Dolmen et menhir de Kerivoret                                         | Porspoder                 | route de Prat Joulou                              | 48° 29′ 52″ nord, 4° 45′ 43″ ouest                | « PA00090304 »                                    | Classé                                            | 1923                                              | Dolmen et menhir de Kerivoret                                |
| Dolmen de Mezou Poulyot                                               | Porspoder                 | Poulyot                                           | 48° 29′ 16″ nord, 4° 44′ 58″ ouest                | « PA00090303 »                                    | Classé                                            | 1923                                              | Dolmen de Mezou Poulyot                                      |
| Grand menhir de l'île Melon                                           | Porspoder                 | Ile de Melon                                      | 48° 29′ 06″ nord, 4° 46′ 37″ ouest                | « PA00090309 »                                    | Classé                                            | 1921                                              | Grand menhir de l'île Melon                                  |
| Menhir de Calès                                                       | Porspoder                 | Calès                                             | 48° 29′ 42″ nord, 4° 45′ 33″ ouest                | « PA00090305 »                                    | Classé                                            | 1921                                              | Menhir de Calès                                              |
| Menhir de Kerhouézel                                                  | Porspoder                 | route du Créac'h                                  | 48° 30′ 37″ nord, 4° 44′ 56″ ouest                | « PA00090306 »                                    | Classé                                            | 1921                                              | Menhir de Kerhouézel                                         |
| Stèle de Saint-Ourzal                                                 | Porspoder                 | Chapelle de Saint-Ourzal                          | 48° 29′ 22″ nord, 4° 45′ 30″ ouest                | « PA00090308 »                                    | Classé                                            | 1921                                              | Stèle de Saint-Ourzal                                        |
| Menhirs de Mesdoun                                                    | Porspoder                 | Mesdoun Bras                                      | 48° 29′ 05″ nord, 4° 44′ 52″ ouest                | « PA00090307 »                                    | Classé                                            | 1923                                              | Menhirs de Mesdoun                                           |
| Phare du Four                                                         | Porspoder                 |                                                   | 48° 29′ 05″ nord, 4° 44′ 52″ ouest                | « PA29000088 »                                    | Classé                                            | 2017                                              | Phare du Four                                                |
| Chapelle Saint-Aubin de Lanvaïdic                                     | Port-Launay               | Hameau de Lanvaïdic                               | 48° 13′ 12″ nord, 4° 05′ 06″ ouest                | « PA29000072 »                                    | Inscrit                                           | 2011                                              | Chapelle Saint-Aubin de Lanvaïdic                            |
| Mairie-école, église Saint-Nicolas, la fontaine et le poste de douane | Port-Launay               | place Charles-de-Gaulle                           | 48° 12′ 55″ nord, 4° 04′ 23″ ouest                | « PA29000112 »                                    | Inscrit                                           | 2024                                              | Image manquante Téléverser                                   |
| Chapelle Notre-Dame de Penhors                                        | Pouldreuzic               |                                                   | 47° 56′ 26″ nord, 4° 23′ 58″ ouest                | « PA00090311 »                                    | Classé                                            | 1963                                              | Chapelle Notre-Dame de Penhors                               |
| Église Saint-Paban de Labadan                                         | Pouldreuzic               |                                                   | 47° 57′ 32″ nord, 4° 22′ 58″ ouest                | « PA00090310 »                                    | Inscrit                                           | 1926                                              | Église Saint-Paban de Labadan                                |
| Chapelle Notre-Dame-de-Kérinec                                        | Poullan-sur-Mer           |                                                   | 48° 03′ 47″ nord, 4° 24′ 32″ ouest                | « PA00090313 »                                    | Classé Inscrit                                    | 1914 1932                                         | Chapelle Notre-Dame-de-Kérinec                               |
| Église Saint-Cadoan de Poullan-sur-Mer                                | Poullan-sur-Mer           |                                                   | 48° 04′ 50″ nord, 4° 24′ 51″ ouest                | « PA00090314 »                                    | Inscrit                                           | 1932                                              | Église Saint-Cadoan de Poullan-sur-Mer                       |
| Menhir de Tréota                                                      | Poullan-sur-Mer           |                                                   | 48° 05′ 52″ nord, 4° 23′ 07″ ouest                | « PA00090315 »                                    | Classé                                            | 1923                                              | Image manquante Téléverser                                   |
| Allée couverte de Lesconil (Ty ar c'horriged)                         | Poullan-sur-Mer           |                                                   | 48° 05′ 31″ nord, 4° 22′ 46″ ouest                | « PA00090312 »                                    | Classé                                            | 1922                                              | Allée couverte de Lesconil (Ty ar c'horriged)                |
| Église Saint-Pierre-et-Saint-Paul de Poullaouen                       | Poullaouen                |                                                   | 48° 20′ 23″ nord, 3° 38′ 35″ ouest                | « PA00090316 »                                    | Classé                                            | 1914                                              | Église Saint-Pierre-et-Saint-Paul de Poullaouen              |
| Chapelle Saint-Tugen                                                  | Primelin                  | Saint-Tugen                                       | 48° 01′ 19″ nord, 4° 35′ 33″ ouest                | « PA00090317 »                                    | Classé                                            | 1909, 1963                                        | Chapelle Saint-Tugen                                         |
| Manoir de Lézurec                                                     | Primelin                  |                                                   | 48° 02′ 03″ nord, 4° 35′ 19″ ouest                | « PA00090318 »                                    | Inscrit                                           | 1932                                              | Manoir de Lézurec                                            |

### Q-R
| Monument                              | Commune           | Adresse                                           | Coordonnées                                       | Notice                                            | Protection                                        | Date                                              | Illustration                                      |
| ------------------------------------- | ----------------- | ------------------------------------------------- | ------------------------------------------------- | ------------------------------------------------- | ------------------------------------------------- | ------------------------------------------------- | ------------------------------------------------- |
| Chapelle Notre-Dame de Kergoat        | Quéménéven        |                                                   | 48° 06′ 52″ nord, 4° 10′ 10″ ouest                | « PA00090319 »                                    | Inscrit                                           | 1926                                              | Chapelle Notre-Dame de Kergoat                    |
| Église Saint-Ouen de Quéménéven       | Quéménéven        |                                                   | 48° 06′ 55″ nord, 4° 07′ 14″ ouest                | « PA00090320 »                                    | Inscrit                                           | 1969                                              | Église Saint-Ouen de Quéménéven                   |
|                                       | Quimper           | Voir Liste des monuments historiques de Quimper   | Voir Liste des monuments historiques de Quimper   | Voir Liste des monuments historiques de Quimper   | Voir Liste des monuments historiques de Quimper   | Voir Liste des monuments historiques de Quimper   | Voir Liste des monuments historiques de Quimper   |
|                                       | Quimperlé         | Voir Liste des monuments historiques de Quimperlé | Voir Liste des monuments historiques de Quimperlé | Voir Liste des monuments historiques de Quimperlé | Voir Liste des monuments historiques de Quimperlé | Voir Liste des monuments historiques de Quimperlé | Voir Liste des monuments historiques de Quimperlé |
| Manoir de Lossulien                   | Le Relecq-Kerhuon |                                                   | 48° 24′ 02″ nord, 4° 24′ 04″ ouest                | « PA00090395 »                                    | Inscrit                                           | 1966                                              | Manoir de Lossulien                               |
| Allée couverte de Kerantiec           | Renac             |                                                   | 47° 49′ 01″ nord, 3° 43′ 23″ ouest                | « PA00090396 »                                    | Classé                                            | 1953                                              | Allée couverte de Kerantiec                       |
| Château de Bélon                      | Riec-sur-Bélon    |                                                   | 47° 48′ 51″ nord, 3° 42′ 20″ ouest                | « PA29000100 »                                    | Inscrit                                           | 11 mai 2017                                       | Image manquante Téléverser                        |
| Dolmen de Kerscao                     | Riec-sur-Bélon    |                                                   | 47° 53′ 33″ nord, 3° 42′ 02″ ouest                | « PA00090397 »                                    | Inscrit                                           | 1971                                              | Dolmen de Kerscao                                 |
| Stèle protohistorique de Penlann      | Riec-sur-Bélon    | Penlann                                           | 47° 50′ 47″ nord, 3° 42′ 50″ ouest                | « PA00090398 »                                    | Inscrit                                           | 1971                                              | Stèle protohistorique de Penlann                  |
| Château de La Roche-Maurice           | La Roche-Maurice  |                                                   | 48° 28′ 23″ nord, 4° 12′ 21″ ouest                | « PA00090401 »                                    | Inscrit                                           | 1926                                              | Château de La Roche-Maurice                       |
| Église de Pont-Christ                 | La Roche-Maurice  |                                                   | 48° 29′ 16″ nord, 4° 09′ 48″ ouest                | « PA00090400 »                                    | Classé                                            | 1916                                              | Église de Pont-Christ                             |
| Église Saint-Yves de La Roche-Maurice | La Roche-Maurice  |                                                   | 48° 28′ 23″ nord, 4° 12′ 11″ ouest                | « PA00090399 »                                    | Classé                                            | 1916                                              | Église Saint-Yves de La Roche-Maurice             |
| Batterie de Cornouaille               | Roscanvel         |                                                   | 48° 19′ 49″ nord, 4° 34′ 14″ ouest                | « PA29000076 »                                    | Classé                                            | 2013                                              | Batterie de Cornouaille                           |
| Îlot des Capucins                     | Roscanvel         |                                                   | 48° 19′ 09″ nord, 4° 34′ 58″ ouest                | « PA29000098 »                                    | Inscrit                                           | 2016                                              | Îlot des Capucins                                 |
| Église Notre-Dame de Croaz Batz       | Roscoff           | Rue Albert-de-Mun                                 | 48° 43′ 35″ nord, 3° 59′ 09″ ouest                | « PA00090402 »                                    | Classé                                            | 1886                                              | Église Notre-Dame de Croaz Batz                   |
| Immeuble                              | Roscoff           | 22 rue de l'Amiral-Réveillère                     | 48° 43′ 33″ nord, 3° 59′ 02″ ouest                | « PA00090405 »                                    | Inscrit                                           | 1975                                              | Immeuble                                          |
| Maison                                | Roscoff           | 9 rue Amiral-Réveillère                           | 48° 43′ 35″ nord, 3° 59′ 04″ ouest                | « PA29000021 »                                    | Inscrit                                           | 1997                                              | Maison                                            |
| Maison                                | Roscoff           | 2 rue Armand-Rousseau                             | 48° 43′ 34″ nord, 3° 59′ 07″ ouest                | « PA29000023 »                                    | Inscrit Classé                                    | 1997 1998                                         | Maison                                            |
| MaisonMaison                          | Roscoff           | Passage Louis-Noir 9 rue Gambetta                 | 48° 43′ 30″ nord, 3° 58′ 59″ ouest                | « PA29000022 »                                    | Inscrit                                           | 1997                                              | MaisonMaison                                      |
| Maison dite de Marie Stuart           | Roscoff           | 19 rue de l'Amiral-Réveillère                     | 48° 43′ 34″ nord, 3° 59′ 00″ ouest                | « PA00090404 »                                    | Inscrit                                           | 1974                                              | Maison dite de Marie Stuart                       |
| Maison dite de Marie Stuart           | Roscoff           | 25 rue Amiral-Réveillère                          | 48° 43′ 33″ nord, 3° 59′ 01″ ouest                | « PA00090403 »                                    | Classé Inscrit                                    | 1914 1930                                         | Image manquante Téléverser                        |
| Maisons                               | Roscoff           | 16, 18 rue Albert-de-Mun                          | 48° 43′ 33″ nord, 3° 59′ 11″ ouest                | « PA29000024 »                                    | Inscrit                                           | 1997                                              | Maisons                                           |
| Chapelle Saint-Maurice du Moustoir    | Rosporden         |                                                   | 47° 54′ 45″ nord, 3° 46′ 24″ ouest                | « PA00090406 »                                    | Classé                                            | 1910                                              | Chapelle Saint-Maurice du Moustoir                |
| Église Notre-Dame de Rosporden        | Rosporden         | Place de l'Église                                 | 47° 57′ 34″ nord, 3° 49′ 38″ ouest                | « PA00090407 »                                    | Classé Inscrit                                    | 1914 1940 2022                                    | Église Notre-Dame de Rosporden                    |

### S
| Monument                                          | Commune                 | Adresse                                                   | Coordonnées                                               | Notice                                                    | Protection                                                | Date                                                      | Illustration                                              |
| ------------------------------------------------- | ----------------------- | --------------------------------------------------------- | --------------------------------------------------------- | --------------------------------------------------------- | --------------------------------------------------------- | --------------------------------------------------------- | --------------------------------------------------------- |
| Église Saint-Divy de Saint-Divy                   | Saint-Divy              | Place de l'Église                                         | 48° 27′ 12″ nord, 4° 20′ 08″ ouest                        | « PA00135270 »                                            | Inscrit                                                   | 1995                                                      | Église Saint-Divy de Saint-Divy                           |
| Manoir de la Haye                                 | Saint-Divy              |                                                           | 48° 26′ 51″ nord, 4° 20′ 33″ ouest                        | « PA00090408 »                                            | Inscrit                                                   | 1977                                                      | Image manquante Téléverser                                |
| Manoir de Penanvern                               | Sainte-Sève             |                                                           | 48° 33′ 31″ nord, 3° 54′ 18″ ouest                        | « PA00090440 »                                            | Inscrit                                                   | 1968                                                      | Image manquante Téléverser                                |
| Menhir de Kerhuel                                 | Saint-Évarzec           | Kerhuel                                                   | 47° 56′ 38″ nord, 4° 02′ 02″ ouest                        | « PA00090409 »                                            | Inscrit                                                   | 1968                                                      | Image manquante Téléverser                                |
| Manoir de Lesvern                                 | Saint-Frégant           |                                                           | 48° 35′ 29″ nord, 4° 22′ 08″ ouest                        | « PA00090410 »                                            | Inscrit                                                   | 1971                                                      | Manoir de Lesvern                                         |
| Manoir de Penmarc'h                               | Saint-Frégant           |                                                           | 48° 35′ 08″ nord, 4° 23′ 27″ ouest                        | « PA00090411 »                                            | Inscrit                                                   | 1932                                                      | Manoir de Penmarc'h                                       |
| Site gallo-romain de Keradennec                   | Saint-Frégant           | Keradennec                                                | 48° 34′ 58″ nord, 4° 22′ 33″ ouest                        | « PA29000040 »                                            | Inscrit                                                   | 2000                                                      | Image manquante Téléverser                                |
| Alignement de Croas-an-Teurec                     | Saint-Goazec            | Croas-an-Teurec                                           | 48° 08′ 30″ nord, 3° 45′ 30″ ouest                        | « PA00090413 »                                            | Classé                                                    | 1924                                                      | Image manquante Téléverser                                |
| Alignement de Trimen                              | Saint-Goazec            | Trimen                                                    | 48° 08′ 21″ nord, 3° 46′ 38″ ouest                        | « PA00090412 »                                            | Classé                                                    | 1914                                                      | Alignement de Trimen                                      |
| Allée couverte de Castel-Ruffel                   | Saint-Goazec            |                                                           | 48° 08′ 42″ nord, 3° 43′ 42″ ouest                        | « PA00090414 »                                            | Classé                                                    | 1914                                                      | Allée couverte de Castel-Ruffel                           |
| Château de Trévarez                               | Saint-Goazec            | Route de Laz                                              | 48° 09′ 10″ nord, 3° 48′ 24″ ouest                        | « PA00090415 »                                            | Inscrit                                                   | 2009                                                      | Château de Trévarez                                       |
| Dolmen de Guernévez                               | Saint-Goazec            | Guernévez                                                 | 48° 09′ 09″ nord, 3° 42′ 32″ ouest                        | « PA00090416 »                                            | Classé                                                    | 1923                                                      | Image manquante Téléverser                                |
| Menhir du Mendy                                   | Saint-Goazec            | Mendy                                                     | 48° 08′ 09″ nord, 3° 45′ 59″ ouest                        | « PA00090417 »                                            | Classé                                                    | 1914                                                      | Image manquante Téléverser                                |
| Église Saint-Hernin de Saint-Hernin               | Saint-Hernin            | Place de l'Église                                         | 48° 13′ 05″ nord, 3° 38′ 04″ ouest                        | « PA00090418 »                                            | Inscrit Classé                                            | 1928 1943                                                 | Église Saint-Hernin de Saint-Hernin                       |
| Église Saint-Jean-Baptiste de Saint-Jean-du-Doigt | Saint-Jean-du-Doigt     |                                                           | 48° 41′ 39″ nord, 3° 46′ 23″ ouest                        | « PA00090419 »                                            | Classé                                                    | 1862                                                      | Église Saint-Jean-Baptiste de Saint-Jean-du-Doigt         |
| Calvaire et chapelle de Tronoën                   | Saint-Jean-Trolimon     |                                                           | 47° 51′ 23″ nord, 4° 19′ 42″ ouest                        | « PA00090420 »                                            | Classé                                                    | 1907                                                      | Calvaire et chapelle de Tronoën                           |
| Calvaire de Saint-Jean-Trolimon                   | Saint-Jean-Trolimon     |                                                           | 47° 51′ 22″ nord, 4° 19′ 42″ ouest                        | « PA00090421 »                                            | Classé                                                    | 1894                                                      | Calvaire de Saint-Jean-Trolimon                           |
| Château de Bagatelle                              | Saint-Martin-des-Champs |                                                           | 48° 33′ 58″ nord, 3° 51′ 37″ ouest                        | « PA00090422 »                                            | Inscrit                                                   | 1946                                                      | Château de Bagatelle                                      |
| Chapelle Saint-Côme de Saint-Nic                  | Saint-Nic               |                                                           | 48° 11′ 38″ nord, 4° 17′ 13″ ouest                        | « PA00090424 »                                            | Inscrit Classé                                            | 1927 1947                                                 | Chapelle Saint-Côme de Saint-Nic                          |
| Église Saint-Nicaise de Saint-Nic                 | Saint-Nic               |                                                           | 48° 12′ 06″ nord, 4° 17′ 01″ ouest                        | « PA00090423 »                                            | Inscrit                                                   | 1926                                                      | Église Saint-Nicaise de Saint-Nic                         |
|                                                   | Saint-Pol-de-Léon       | Voir Liste des monuments historiques de Saint-Pol-de-Léon | Voir Liste des monuments historiques de Saint-Pol-de-Léon | Voir Liste des monuments historiques de Saint-Pol-de-Léon | Voir Liste des monuments historiques de Saint-Pol-de-Léon | Voir Liste des monuments historiques de Saint-Pol-de-Léon | Voir Liste des monuments historiques de Saint-Pol-de-Léon |
| Maison Cardinal                                   | Saint-Renan             | Rue de l'Église Impasse Notre-Dame                        | 48° 25′ 59″ nord, 4° 37′ 24″ ouest                        | « PA00090434 »                                            | Inscrit                                                   | 1932                                                      | Maison Cardinal                                           |
| Maison Gérard                                     | Saint-Renan             | 7 rue de l'Église                                         | 48° 25′ 59″ nord, 4° 37′ 24″ ouest                        | « PA00090435 »                                            | Inscrit                                                   | 1932                                                      | Maison Gérard                                             |
| Menhir de Roquinarc'h                             | Saint-Rivoal            |                                                           | 48° 21′ 20″ nord, 3° 57′ 59″ ouest                        | « PA00090436 »                                            | Classé                                                    | 1961                                                      | Menhir de Roquinarc'h                                     |
| Chapelle Saint-Sébastien de Saint-Ségal           | Saint-Ségal             |                                                           | 48° 13′ 22″ nord, 4° 06′ 28″ ouest                        | « PA00090437 »                                            | Classé                                                    | 1958                                                      | Chapelle Saint-Sébastien de Saint-Ségal                   |
| Église Saint-Servais                              | Saint-Servais           |                                                           | 48° 30′ 42″ nord, 4° 09′ 20″ ouest                        | « PA00090438 »                                            | Classé                                                    | 1914                                                      | Église Saint-Servais                                      |
| Kroaz Téo                                         | Saint-Servais           | D 32                                                      | 48° 31′ 12″ nord, 4° 10′ 34″ ouest                        | « PA00090439 »                                            | Classé                                                    | 1969                                                      | Image manquante Téléverser                                |
| Château de Penhoat                                | Saint-Thégonnec         |                                                           | 48° 34′ 46″ nord, 3° 55′ 32″ ouest                        | « PA29000054 »                                            | Inscrit                                                   | 2006                                                      | Château de Penhoat                                        |
| Enclos paroissial de Saint-Thégonnec              | Saint-Thégonnec         | Place de l'Église                                         | 48° 31′ 13″ nord, 3° 56′ 47″ ouest                        | « PA00090441 »                                            | Classé                                                    | 1886                                                      | Enclos paroissial de Saint-Thégonnec                      |
| Ensemble cultuel de Trévarn                       | Saint-Urbain            |                                                           | 48° 22′ 59″ nord, 4° 14′ 48″ ouest                        | « PA29000036 »                                            | Inscrit                                                   | 1998                                                      | Ensemble cultuel de Trévarn                               |
| Château de Kerjean                                | Saint-Vougay            |                                                           | 48° 34′ 50″ nord, 4° 08′ 50″ ouest                        | « PA00090442 »                                            | Classé                                                    | 1911                                                      | Château de Kerjean                                        |
| Chapelle Notre-Dame de Locmaria-Hent              | Saint-Yvi               |                                                           | 47° 56′ 29″ nord, 3° 53′ 49″ ouest                        | « PA00090443 »                                            | Classé                                                    | 1910                                                      | Chapelle Notre-Dame de Locmaria-Hent                      |
| Église Notre-Dame de Saint-Yvi                    | Saint-Yvi               |                                                           | 47° 58′ 03″ nord, 3° 56′ 01″ ouest                        | « PA00090444 »                                            | Inscrit                                                   | 1932                                                      | Église Notre-Dame de Saint-Yvi                            |
| Manoir de Toulgoat                                | Saint-Yvi               |                                                           | 47° 56′ 52″ nord, 3° 56′ 59″ ouest                        | « PA00090445 »                                            | Inscrit                                                   | 1932                                                      | Manoir de Toulgoat                                        |
| Chapelle Saint-Sauveur de Coadry                  | Scaër                   |                                                           | 48° 02′ 45″ nord, 3° 45′ 49″ ouest                        | « PA00090446 »                                            | Inscrit                                                   | 1933                                                      | Chapelle Saint-Sauveur de Coadry                          |
| Chapelle de Koat-Keo                              | Scrignac                |                                                           | 48° 23′ 54″ nord, 3° 40′ 27″ ouest                        | « PA29000033 »                                            | Inscrit                                                   | 1997                                                      | Chapelle de Koat-Keo                                      |
| Château de Kérouzéré                              | Sibiril                 |                                                           | 48° 40′ 21″ nord, 4° 04′ 11″ ouest                        | « PA00090447 »                                            | Classé                                                    | 1883                                                      | Château de Kérouzéré                                      |
| Manoir de Kerlan                                  | Sibiril                 |                                                           | 48° 40′ 20″ nord, 4° 03′ 35″ ouest                        | « PA00090448 »                                            | Inscrit                                                   | 1969                                                      | Manoir de Kerlan                                          |
| Moulin de Kerlan                                  | Sibiril                 |                                                           | 48° 40′ 20″ nord, 4° 03′ 29″ ouest                        | « PA00090449 »                                            | Classé                                                    | 1968                                                      | Moulin de Kerlan                                          |
| Chapelle Saint-Ildut                              | Sizun                   | Loc-Ildut                                                 | 48° 25′ 42″ nord, 4° 05′ 36″ ouest                        | « PA29000097 »                                            | Inscrit                                                   | 2015                                                      | Chapelle Saint-Ildut                                      |
| Église Saint-Cadou                                | Sizun                   | Saint-Cadou                                               | 48° 22′ 23″ nord, 4° 01′ 12″ ouest                        | « PA29000096 »                                            | Inscrit                                                   | 2015                                                      | Église Saint-Cadou                                        |
| Enclos paroissial de Sizun                        | Sizun                   |                                                           | 48° 24′ 22″ nord, 4° 04′ 39″ ouest                        | « PA00090450 »                                            | Classé                                                    | 1943                                                      | Enclos paroissial de Sizun                                |
| Alignements du Bois du Duc                        | Spézet                  | Koad ar Duc                                               | 48° 09′ 19″ nord, 3° 42′ 04″ ouest                        | « PA00090451 »                                            | Classé                                                    | 1923                                                      | Image manquante Téléverser                                |
| Chapelle Notre-Dame du Crann                      | Spézet                  |                                                           | 48° 11′ 13″ nord, 3° 43′ 25″ ouest                        | « PA00090452 »                                            | Classé                                                    | 1916                                                      | Chapelle Notre-Dame du Crann                              |
| Ossuaire de Spézet                                | Spézet                  | 4 rue du Presbytère                                       | 48° 11′ 34″ nord, 3° 43′ 00″ ouest                        | « PA00090453 »                                            | Classé                                                    | 1916                                                      | Ossuaire de Spézet                                        |

### T
| Monument                                        | Commune              | Adresse            | Coordonnées                        | Notice                        | Protection | Date | Illustration                                    |
| ----------------------------------------------- | -------------------- | ------------------ | ---------------------------------- | ----------------------------- | ---------- | ---- | ----------------------------------------------- |
| Église Saint-Pierre de Taulé                    | Taulé                | Place de la Mairie | 48° 36′ 14″ nord, 3° 54′ 00″ ouest | « PA00090454 »                | Classé     | 1914 | Église Saint-Pierre de Taulé                    |
| Jardin de Coat-Ilès                             | Taulé                |                    | 48° 37′ 52″ nord, 3° 51′ 46″ ouest | « PA00090483 »                | Inscrit    | 1990 | Image manquante Téléverser                      |
| Église Saint-Magloire de Telgruc-sur-Mer        | Telgruc-sur-Mer      |                    | 48° 13′ 54″ nord, 4° 21′ 25″ ouest | « PA00090455 »                | Inscrit    | 1947 | Église Saint-Magloire de Telgruc-sur-Mer        |
| Église de Léchiagat                             | Treffiagat           |                    | 47° 47′ 43″ nord, 4° 16′ 14″ ouest | « PA00090069 »                | Inscrit    | 1926 | Église de Léchiagat                             |
| Menhir de Quélarn                               | Treffiagat-Léchiagat | Route de Quélarn   | 47° 48′ 50″ nord, 4° 15′ 06″ ouest | « PA00090458 »                | Classé     | 1923 | Menhir de Quélarn                               |
| Menhir de Lehan                                 | Treffiagat           |                    | 47° 47′ 31″ nord, 4° 15′ 55″ ouest | « PA00090457 »                | Classé     | 1923 | Menhir de Lehan                                 |
| Menhir de Squividan                             | Treffiagat           | Le Reun            | 47° 47′ 45″ nord, 4° 14′ 43″ ouest | « PA00090456 »                | Classé     | 1975 | Menhir de Squividan                             |
| Rochers gravés du Reun                          | Treffiagat           | Le Reun            | 47° 47′ 46″ nord, 4° 14′ 40″ ouest | « PA00090459 »                | Inscrit    | 1974 | Rochers gravés du Reun                          |
| Stèle protohistorique                           | Treffiagat           | Lestrediagat       | 47° 48′ 36″ nord, 4° 15′ 47″ ouest | « PA00090460 »                | Inscrit    | 1974 | Image manquante Téléverser                      |
| Manoir de Créac'hingar                          | Tréflaouénan         | Créac'hingar       | 48° 37′ 46″ nord, 4° 06′ 13″ ouest | « PA00090461 »                | Inscrit    | 1979 | Manoir de Créac'hingar                          |
| Chapelle Notre-Dame de Pontouar                 | Trégourez            |                    | 48° 05′ 51″ nord, 3° 52′ 28″ ouest | « PA00090463 »                | Inscrit    | 1928 | Chapelle Notre-Dame de Pontouar                 |
| Église Saint-Idunet de Trégourez                | Trégourez            |                    | 48° 06′ 25″ nord, 3° 51′ 45″ ouest | « PA00090462 »                | Inscrit    | 1927 | Église Saint-Idunet de Trégourez                |
| Cimetière préhistorique de Prat-ar-Hastel       | Tréguennec           | Prat-ar-Hastel     | 47° 52′ 29″ nord, 4° 20′ 48″ ouest | « PA00090464 »                | Classé     | 1937 | Image manquante Téléverser                      |
| Église Notre-Dame-de-Pitié de Tréguennec        | Tréguennec           |                    | 47° 53′ 42″ nord, 4° 19′ 23″ ouest | « PA00090465 »                | Inscrit    | 1927 | Église Notre-Dame-de-Pitié de Tréguennec        |
| Chapelle Notre-Dame de Kerven                   | Trégunc              |                    | 47° 50′ 51″ nord, 3° 49′ 38″ ouest | « PA00090466 »                | Inscrit    | 1932 | Chapelle Notre-Dame de Kerven                   |
| Chapelle Saint-Philibert (Trégunc)              | Trégunc              |                    | 47° 48′ 20″ nord, 3° 49′ 58″ ouest | « PA00090467 »                | Inscrit    | 1932 | Chapelle Saint-Philibert (Trégunc)              |
| Dolmen de Kermadoué                             | Trégunc              | Kermadoue          | 47° 50′ 21″ nord, 3° 48′ 42″ ouest | « PA00090468 »                | Classé     | 1968 | Image manquante Téléverser                      |
| Menhir de Kérangallou                           | Trégunc              | Route de Melgven   | 47° 51′ 39″ nord, 3° 50′ 53″ ouest | « PA00090470 »                | Classé     | 1930 | Image manquante Téléverser                      |
| Menhir de Kergleuhant                           | Trégunc              | Centre de vacances | 47° 51′ 26″ nord, 3° 50′ 46″ ouest | « PA00090469 »                | Classé     | 1965 | Menhir de Kergleuhant                           |
| Stèle protohistorique christianisée de Kernalec | Trégunc              | Kernalec           | 47° 49′ 03″ nord, 3° 48′ 41″ ouest | « PA00090471 » « PA00090472 » | Classé     | 1971 | Stèle protohistorique christianisée de Kernalec |
| Stèle protohistorique de Kerdalé                | Trégunc              | Kerdalé            | 47° 49′ 25″ nord, 3° 52′ 31″ ouest | « PA00090473 »                | Inscrit    | 1966 | Stèle protohistorique de Kerdalé                |
| Stèles protohistoriques de Saint-Philibert      | Trégunc              | Saint-Philibert    | 47° 48′ 20″ nord, 3° 49′ 59″ ouest | « PA00090474 »                | Classé     | 1965 | Stèles protohistoriques de Saint-Philibert      |
| Calvaire du Tréhou                              | Le Tréhou            |                    | 48° 23′ 37″ nord, 4° 07′ 55″ ouest | « PA00090475 »                | Inscrit    | 1926 | Calvaire du Tréhou                              |
| Église Notre-Dame de Trémaouézan                | Trémaouézan          | Place de l'Église  | 48° 30′ 15″ nord, 4° 15′ 17″ ouest | « PA00090476 »                | Classé     | 1916 | Église Notre-Dame de Trémaouézan                |
| Chapelle Saint-Sébastien de Tréméoc             | Tréméoc              |                    | 47° 55′ 21″ nord, 4° 12′ 35″ ouest | « PA00090477 »                | Inscrit    | 1971 | Chapelle Saint-Sébastien de Tréméoc             |
| Château de la Coudraie                          | Tréméoc              |                    | 47° 55′ 12″ nord, 4° 13′ 16″ ouest | « PA00090478 »                | Inscrit    | 1967 | Image manquante Téléverser                      |
| Église Saint-Méen de Tréméven                   | Tréméven             |                    | 47° 53′ 56″ nord, 3° 32′ 01″ ouest | « PA00090479 »                | Inscrit    | 1939 | Église Saint-Méen de Tréméven                   |
| Église Saint-Boscat de Tréogat                  | Tréogat              |                    | 47° 55′ 13″ nord, 4° 19′ 20″ ouest | « PA29000063 »                | Inscrit    | 2008 | Église Saint-Boscat de Tréogat                  |
| Dolmen de Goalichot                             | Le Trévoux           |                    | 47° 53′ 33″ nord, 3° 42′ 02″ ouest | « PA00090480 »                | Classé     | 1974 | Dolmen de Goalichot                             |
| Menhir de Laniscar                              | Le Trévoux           |                    | 47° 52′ 44″ nord, 3° 38′ 59″ ouest | « PA00090481 »                | Classé     | 1974 | Menhir de Laniscar                              |